# 1015
Évszázadok: 10. század – 11. század – 12. század
Évtizedek: 960-as évek – 970-es évek – 980-as évek – 990-es évek – 1000-es évek – 1010-es évek – 1020-as évek – 1030-as évek – 1040-es évek – 1050-es évek – 1060-as évek
Évek: 1010 – 1011 – 1012 – 1013 –  1014 – 1015 – 1016 – 1017 – 1018 – 1019 – 1020

## Események
- I. István magyar király megalapítja a pécsváradi apátságot.
- I. (Nagy) Knut, I. (Villásszakállú) Svend fia megtámadja Angliát.
- Olaf Haraldsson lesz Norvégia királya (1028-ban megfosztják a tróntól).
- I. Szvjatopolk kijevi nagyfejedelem trónra lépése[1] (1016-ban trónfosztják, de 1018-ban másodszor is trónra lép, 1019-ig uralkodik).
- Pisa város serege megtámadja és elfoglalja az arab kézen levő Szardíniát, ez az első eset, hogy itáliai sereg az arabokra támad.
- II. Róbert francia király lemond a burgund hercegi címről I. Henrik javára (Henrik 1027-ben francia király lesz, 1032-ben lemond a hercegi címről II. Róbert fia I. Róbert javára).

## Születések
- I. Kázmér lengyel fejedelem († 1058).
- III. Harald norvég király († 1066).
- V. Mikhaél bizánci császár († 1042).

## Halálozások
- július 15. – I. (Szent) Vlagyimir kijevi nagyfejedelem (* 956).